# 尖沙咀街坊福利會

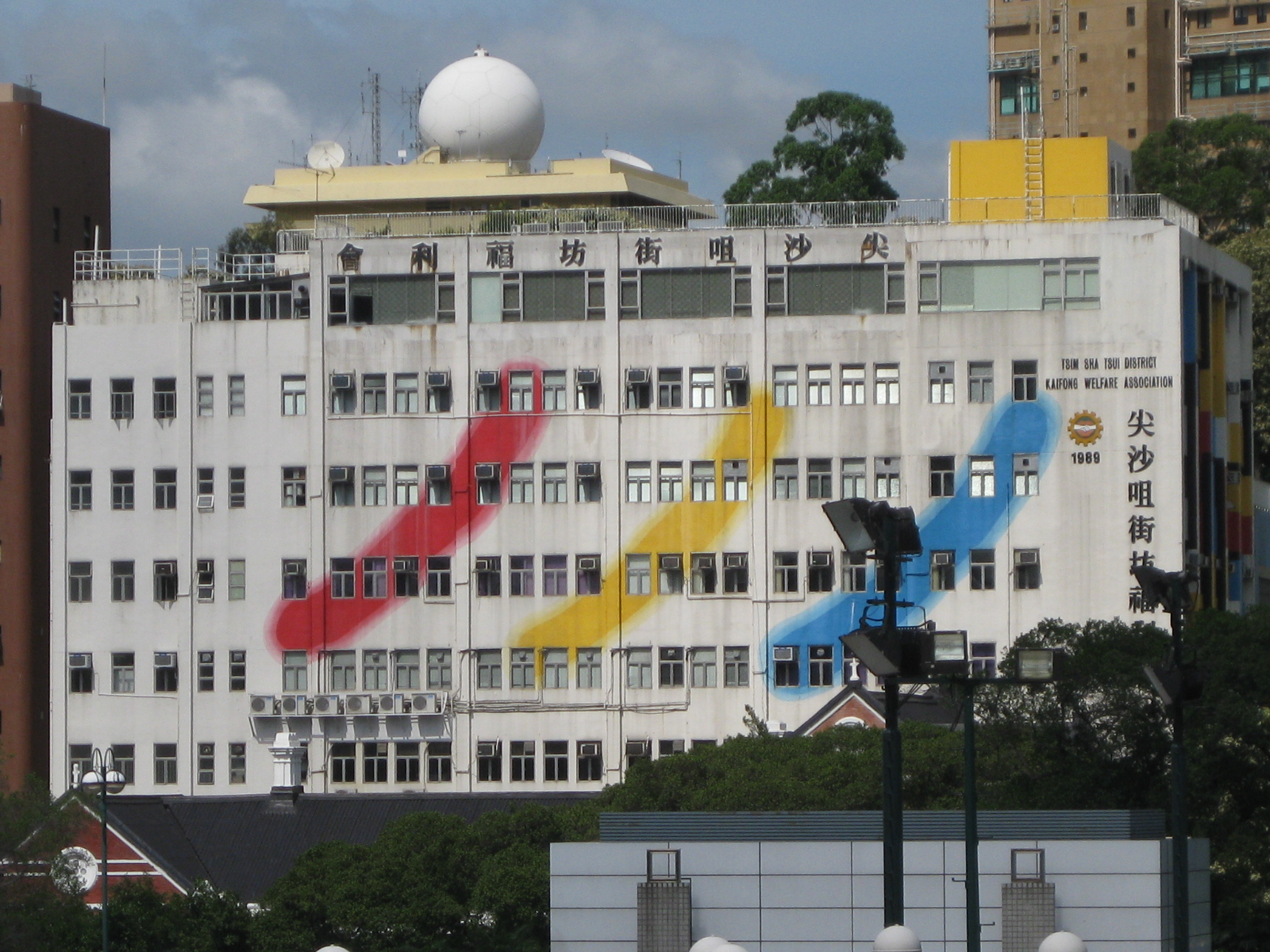
尖沙咀街坊福利會

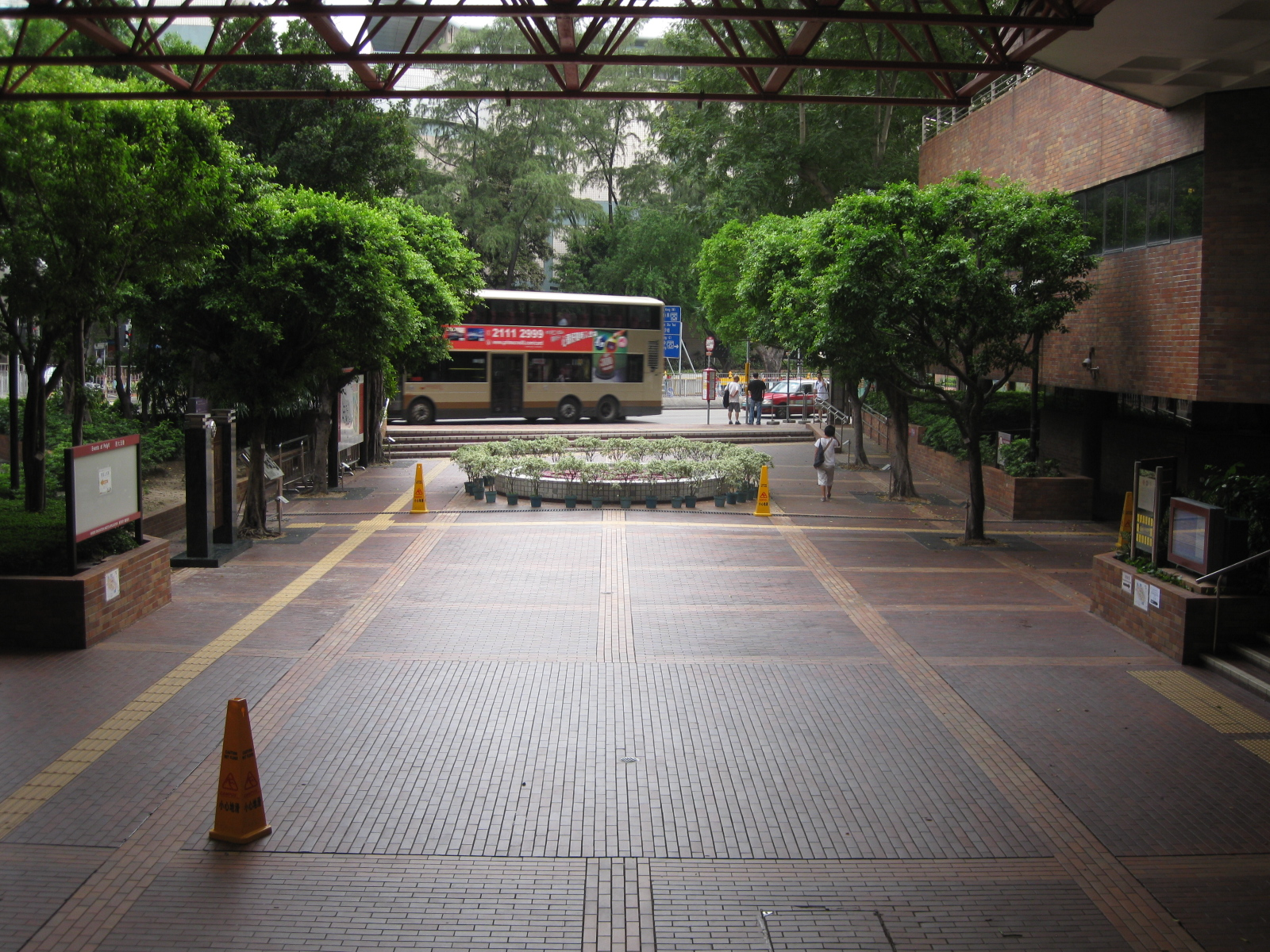
香港理工大學的尖沙咀街坊福利會廣場

尖沙咀街坊福利會（Tsim Sha Tsui District Kaifong Welfare Association）是香港的一个街坊福利會、社會服務機構，位于九龙尖沙咀天文台山。目前理事長为蘇仲平，1953年成立，初期會所設在亞士厘道，稍後遷往天文台道，1989年現會所大廈落成，設有醫療中心及老人活動中心。
尖沙咀街坊福利會成立於一九五三年，是一所非牟利團體，迄今已有五十多年歷史。設有可容納過千人之社區會堂，香港中文大學雅禮中國語文研習所、香港浸會大學持續教育學院進修中心、青少年活動中心、松柏活動中心都曾有提供社會人士進修之課程, 並與浸會大學聯合主辦之中醫專科診療中心及設有幼稚園等。